# Лоутон, Джон
Джон Купер Лоутон (англ. John Cooper Lawton; 11 июля 1946, Галифакс, Великобритания — 29 июня 2021, Болгария) — британский рок-музыкант, вокалист, получивший наибольшую известность как участник группы Uriah Heep (1976—1979).

## Музыкальная деятельность
Первое вокальное применение Джон Лоутон нашёл в подростковой группе The Deans, где микрофон был предложен ему просто мнением большинства.  Затем был вокальный опыт в группах рангом посолидней: West One и Stonewall. Здесь Лоутону довелось сотрудничать с такими известными в будущем личностями как Джон Майлз, Вик Малкольм (Geordie) и Пол Томпсон (Roxy Music). В 1969 году по завершении гастролей в составе группы Stonewall Лоутон остаётся в Германии и через некоторое время вливается в состав рок-команды из Гамбурга Lucifer's Friend. Параллельно с Lucifer's Friend он участвует в качестве певца в поп-группе Les Humphries Singers. В 1974 году был приглашен бас-гитаристом Deep Purple Роджером Гловером для записи его проекта Butterfly Ball, где кроме него пели Ронни Джеймс Дио, Гленн Хьюз, Дэвид Ковердейл и др. Впоследствии именно Гловер порекомендовал его в качестве вокалиста в Uriah Нeep на замену уволенного Дэвида Байрона.
В 1976 году Лоутон открывает свою самую яркую творческую страницу: в качестве вокалиста-фронтмэна он приходит в ставшую уже знаменитой группу Uriah Heep — взамен изгнанного за пьянство Байрона. За три последующих года с его участием Uriah Heep записывает четыре альбома: Firefly, Innocent Victim, Fallen Angel и концертный Live '79. Значительное количество песен из этих альбомов имели серьёзный успех и принесли Джону Лоутону славу и узнаваемость. Однако со временем во взаимоотношениях Лоутона и Кена Хенсли возникает нарастающий конфликт, и в 1979 году музыкант решает оставить Uriah Heep и вернуться в Lucifer's Friend.
Сольная работа, результатом которой стал диск Heartbeat, не возымела никакого успеха, и Лоутону пришлось сменить несколько коллективов. В этот тяжёлый период жизни вокалист зарабатывает на жизнь коммерческими джингл'ами, рекламируя разные товары. Сотрудничает в различных проектах с такими известными рок-музыкантами как Роджер Гловер, Дэвид Ковердейл, Гленн Хьюз, Иэн Гиллан, Пол Джонс, Тони Эштон.
В 1994 году Лоутон собирает собственную группу GunHill, впоследствии переименованную в John Lawton Band. 1995 год знаменуется тем, что вокалист на пару недель возвращается в Uriah Heep, покуда действующий солист Берни Шоу восстанавливает голосовые связки. Впоследствии Лоутон ещё несколько раз примет участие в выступлениях эпизодически объединённого Uriah Heep, а также в выступлениях с участием Кена Хенсли.
Лоутон неожиданно умер в июне 2021 года в возрасте 74 лет.